# Жути и црвени картон (рагби 15)
У рагбију као и у фудбалу постоје црвени и жути картон. Играч који је добио жути картон, искључен је из игре привремено на 10 минута, па се враћа у игру када му казна истекне. Други жути картон је исто што и црвени картон, рагбиста који га добије је искључен до краја утакмице, па ће његова екипа играти са играчем мање.